# Massonnens
Massonnens est une localité et une commune suisse du canton de Fribourg, située dans le district de la Glâne et dans l'Espace Mittelland.

## Géographie
Le village se situe sur la pente nord-ouest du Mont-Gibloux et s'étend de la Neirigue au bois de Saugy.
Selon l'Office fédéral de la statistique, Massonnens mesure 425 km2. 6,1 % de cette superficie correspond à des surfaces d'habitat ou d'infrastructure (20 hectares), 73,1 % à des surfaces agricoles (316 hectares) et 20,8 % à des surfaces boisées (89 hectares).

### Nature
Autour du village, la nature et les champs s'étendent à perte de vue à travers la vallée de la Neirigue.

#### Forêts
La commune comprend deux forêts :
- Le bois du Mont ;
- Le bois de Saugy.

#### Cours d'eau
La frontière Nord et Ouest de la commune est délimitée par la Neirigue.
Le ruisseau de Massonnens traverse la commune pour se verser dans la Neirigue.

### Altitudes
La commune se trouve à une altitude moyenne de 737 m. Le point culminant (893 m.), se situe dans le bois de Saugy. Le point le plus bas (687 m), se situe au lieu-dit Mottex, au bord de la Neirigue.

### Communes limitrophes
Massonnens est limitrophe de Villaz, Villorsonnens, Le Châtelard, Grangettes, Vuisternens-devant-Romont et Mézières.

## Histoire

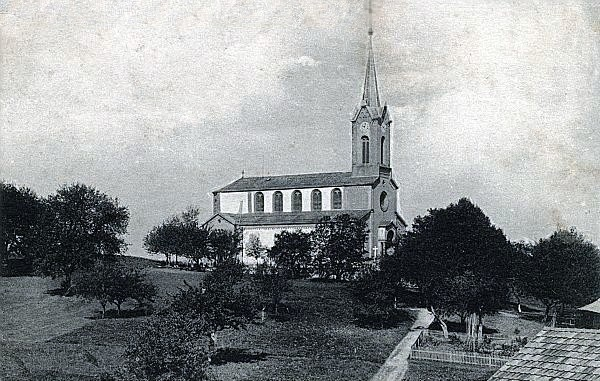
Ancienne photo de l’église catholique romaine Saint-Maurice.

### Origines
Quelques Sépultures d'époque indéterminée et des trouvailles isolées d'époque romaine montre une occupation romaine du territoire.
Au Moyen Âge, Massonnens était une petite Seigneurie faisant partie du comté savoyard de Romont.

### Depuis leXVIesiècle
- En 1532, François de Billens, seigneur de Macconnens, vendit à Fribourg tous les cens qu'il y possédait. Massonnens (Massonens) fut alors rattaché au bailliage de Pont-Farvagny.
- En 1798, Massonnens est rattaché au district de Romont.
- En 1803, Massonnens est rattaché au district de Farvagny.
- En 1848, Massonnens est rattachée et fait partie intégrante du district de la Glâne.
- En 1809, le village de Ferlens fusionne avec le village de Massonnens.
- En avril 2005, Les habitants de Massonnens refusèrent une fusion avec les communes du Châtelard et de Grangettes.

### Familles noble
Une famille noble dite de "Massonnens" est mentionnée au XIIIe et au XIVe siècle. Pierre de Massenens, chevalier, témoin en 1226 ; Mermet de Massonnens, donzel (petit seigneur), en 1341.
Les Ferlens étaient de petits seigneurs, en 1032. Il y avait beaucoup de petits seigneurs après la dissolution du IIème royaume de Bourgogne. Mais Massonnens et Ferlens formaient deux seigneuries séparées. Une famille "Massonnens", non noble, était bourgeoise de Fribourg au XIVe siècle.

## Toponymie
Le nom du village doit son nom à un colon allemand appelé Manzo.
Le nom en patois fribourgeois est Machounin  ou Machenin.
| années  | noms                       |
| ------- | -------------------------- |
| 929-930 | Mansaningis ou Massaningis |
| 1177    | Massenens                  |
| 1341    | Massunens                  |
| 1471    | Massonens                  |
| 1668    | Massonnens                 |

### Localités
La commune est composée de deux localités : Ferlens et Massonnens.

### Hameaux
Les dix hameaux de Massonnens sont : Massonnens, Les Écouarges, Les Cannes, Planafaye, Ferlens, Saugy, La Combette, Sur les Charrières, Moulin Afama et Les Côtes.

### Lieux-Dits
La commune comprend 13 lieux-dits : Praz Contey, Mottex, Trémaule, Les Râpes, Prila, Bois de Saugy, Par Vertet, Le Mont, Moulin, Planchevret, Les Écouages, Tannerie et Trembley.

## Armoiries
Les armoiries se blasonnent ainsi : coupé, de gueules à bande d'or coticée d'argent, et d'or à la croix tréflée de gueules. C'est une combinaison des armoiries des sires de Billens, ses anciens seigneurs qui y eurent des terres, comme les "Challant", avec la croix tréflée, attribut de Saint-Maurice, patron de l'église paroissiale. Les armoiries sont adoptées en 1941.

## Lieux d'intérêts

### L'église Saint-Maurice

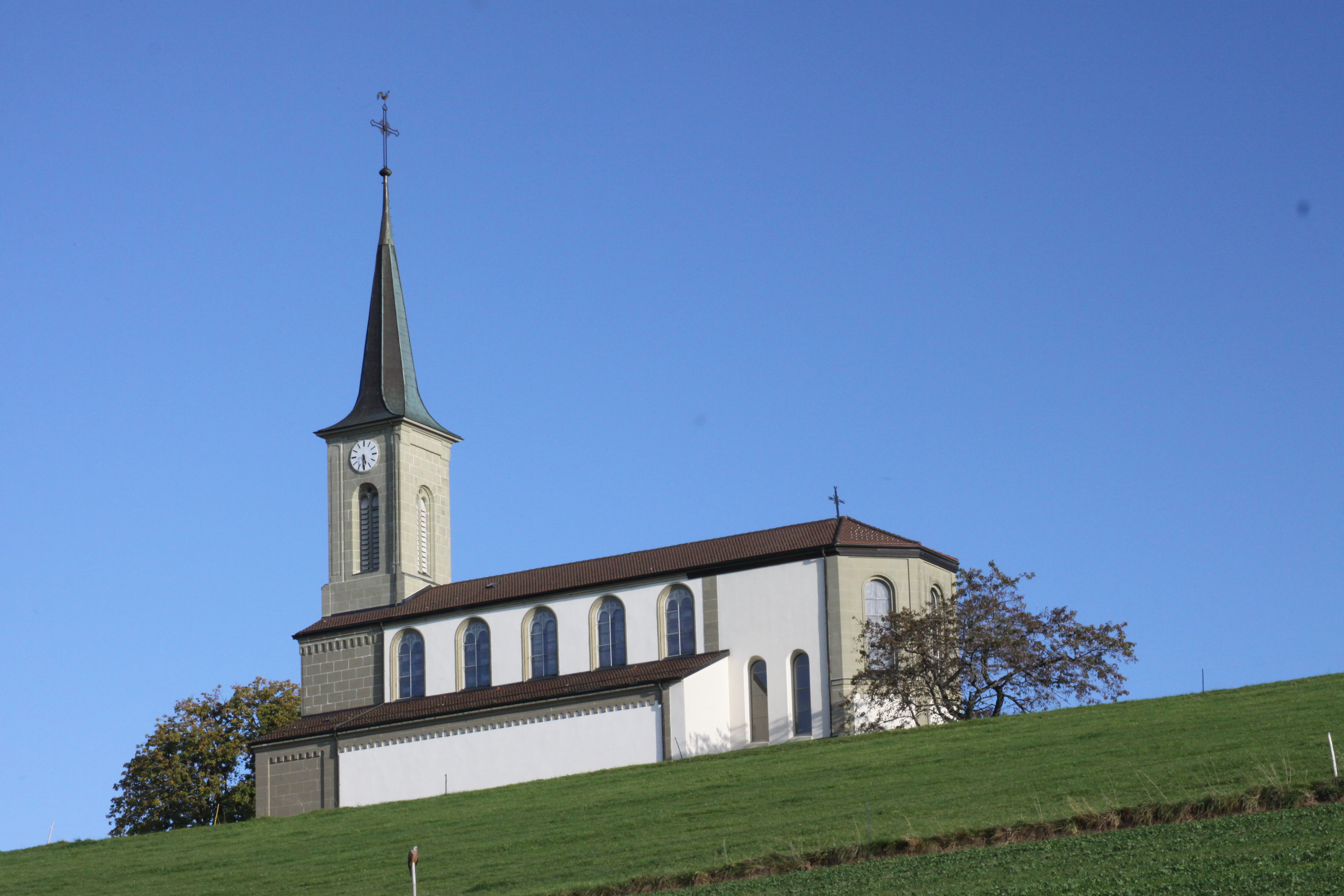
L'église catholique romaine Saint-Maurice.

Signalée en 1540, une chapelle est dédiée à saint Maurice et incorporée dans la paroisse d'Orsonnens. À la suite de la demande des habitants à Mgr Strambino, la paroisse de Massonnens-Ferlens sera autonome en 1665. La première église fut consacrée en 1672 par Mgr Strambino.

La construction de l'église actuelle est décidée en 1846 et est imaginée par l'architecte se nommant « Corboz ». Elle est en molasse et comprend trois nefs. Elle se situe en dessus de l'ancienne. Elle est consacrée en 1857 par Mgr Marilley.

### La chapelle de la ferme
Le grenier de la ferme de Monsieur Pascal Rey est connu pour cacher une petite chapelle, aménagée à l'époque de la Révolution française.

## Démographie
Selon l'Office fédéral de la statistique, Massonnens compte 586 habitants en 2022. Sa densité de population atteint 138 hab./km2.
Le graphique suivant résume l'évolution de la population de Massonnens depuis 1850 :
| 1850 | 1860 | 1870 | 1880 | 1890 | 1900 | 1910 | 1920 | 1930 |
| ---- | ---- | ---- | ---- | ---- | ---- | ---- | ---- | ---- |
| 344  | 352  | 406  | 391  | 410  | 377  | 390  | 419  | 421  |

| 1940 | 1950 | 1960 | 1970 | 1980 | 1990 | 2000 | 2010 | - |
| ---- | ---- | ---- | ---- | ---- | ---- | ---- | ---- | - |
| 401  | 413  | 377  | 307  | 316  | 382  | 403  | 441  | - |

## Économie
Massonnens était, jusqu'à la deuxième moitié du XXe siècle, un village caractérisé par l'agriculture. Au bord de la Neirigue, un moulin était encore en fonction. Aujourd'hui même, l'industrie laitière, l'élevage et dans une plus petite mesure l'agriculture ont une valeur importante dans la structure d'acquisition de la population. D'autres emplois sont disponibles dans la petite industrie locale et dans le secteur tertiaire. Dans les dernières décennies, le village s'est aussi développé à une commune d'habitation. Ainsi, beaucoup d'actifs sont des pendulaires travaillant principalement dans les régions de Romont et Fribourg.
En 2007, la commune abritait un atelier mécanique, une entreprise de transport et, dans l'ancienne tannerie, un commerce de cuir (chaussures, peaux). Société de laiterie (1888). Vingt-quatre exploitations agricoles en 2000 (élevage).

## Transports
La commune se trouve à l'écart des plus grands axes de circulation. La commune est desservie par la ligne de bus des Transports publics fribourgeois qui circule de Romont à Bulle, via Sorens.